# Ілляш Богаченко
Богаченко (Багач) Ілляш (1614—після 1658) — знаходився у значному товаристві Війська Запорозького в Чигирині (1649). Був наказним полковником чигиринським з жовтня 1650 року по травень 1651 року Полковником звягельським «став на місце Донця, котрого Хмельницький скинув з полковництва через те, що погано керував і більше пив, ніж щось робив». Він керував полком, у якому «все робоче селянство, котре перед цим ніколи не бувало на козацькій війні, немає між ними козаків старинних більше як двадцять. Мають п'ять гармат, а кожну возять чотирма кіньми, пороху — канівська осмачка, а при собі мають пороху; кінних 3800, а піхоти 200, не всі мають самопали, шабель не мають, тільки рогатини і бердиші».
Був полковником чигиринським і 1658 року. Після жовтня 1658 року у джерелах не згадується.